# Барбара Кригер
Барбара Кригер (енгл. Barbara Kruger; Њуарк, 26. јануар 1945) америчка је концептуална уметница и колажист позната по карактеристичним колажима који се састоји од црно-белих фотографија, прекривених декларативним натписима, беле боје на црвеном Futura Bold Oblique или Helvetica Ultra Condensed тексту. Фразе у њеним радовима су смеле декларативне изјаве моћи, идентитета, конзумеризма и сексуалности, које често укључују и заменице као што су „ти”, „твој”, „ја”, „ми” и „они”.  Кригерини уметнички медији укључују фотографију, скулптуру, графички дизајн, архитектуру, као и видео и аудио инсталације. 
Кругерова живи и ради у Њујорку и Лос Анђелесу,  а ради као емерит  професорица нових жанрова на УЦЛА школи за уметност и архитектуру.  Године 2021. Кригерова је уврштен на годишњу листу 100 најутицајнијих људи часописа The Times.

## Живот и каријера
Рођена је 1945. године у радничкој породици, у Њуарку, Њу Џерси, од оца хемијског техничара за Шел Оил,  и мајке правног секретара.
По заврђетку средње школе (Weequahic High School),  уписла је Универзитет у Сиракузи, али га је напустила након годину дана због смрти њеног оца. Након година шклоовања на Универзитету Сиракуза, 1965. године, студирала је један семстар Пирсонсову школу дизајна у Њујорку. Током наредних десет година, Кригерова се етаблирала док се бавила графичким дизајном за часописе и уређивањем слободних слика, као и дизајном омота за књиге.
До касних 1960-их,  заинтересовала се за поезију и почела је да похађа читање поезије, као и да пише сопствену поезију. Док је била на Пирсонсовој школи дизајна, Кригерова је студирала уметност и дизајн код Диане Арбус и Марвина Израела, а убрзо је добила и посао дизајнера у Condé Nast Publications.   Убрзо након тога, Кригер је добила положај главног дизајнера за наредну годину. У почетку је радила као дизајнер у Мадмуазелу, а касније је прешла да ради хонорарно као уредник слика за House and Garden и друге публикације. Такође је писала филмске, телевизијске и музичке колумне за неке магазине на предлог своје пријатељице Ингрид Сиши.
Кригерини најранији радови датирају из 1969. године, када је почела да ствара велике зидне завесе које су укључивале материјале као што су предиво, перле, шљокице, перје и траке. Ови комади су представљали феминистичку рекултивацију заната током овог периода.
Кригерова је у својим креацијама хеклала, шила и сликала јарке и еротски сугестивне предмете, од којих је неке кустос  Марша Такер уврстио на Витнијево бијенале 1973. године.  Инспирацију за ове радове црпела је из изложбе Магдалене Абакановиц у Музеју модерне уметности. Иако су нека од ових дела била укључена на Витнијево бијеналу, Кригерова је постала самосвојна и незадовољна својим радом.
Године 1976. направила је паузу у стварању онога што је постало апстрактније, осећајући да је њен рад постао бесмислен и безуман.
Затим се преселила у Беркли у Калифорнији, где је предавала на Универзитету Калифорнија и била инспирисана делима Волтера Бењамина и Ролана Барта.
Године 1977. вратила се стварању уметности, радећи са сопственим архитектонским фотографијама и објавила уметничку књигу Пицтуре/Реадингс 1979. године.
На почетку своје уметничке каријере, Кригерова се наводно осећала уплашено уласком у њујоршке галерије због преовлађујуће атмосфере уметничке сцене која, према њој, није прихватала „нарочито независне, немазохистичке жене“. Међутим, рано је добила подршку за своје пројекте од група као што је Публиц Арт Фунд, што ју је подстакло да настави да се бави уметношћу.  Током раних 1989-их   прешла је на стварање колажа.

## Дело
Савладавањем познате и комерцијалне дизајнерске сфере оглашавања, Кригерин рад је постао широко доступан, а њена провокативна порука одјекивала је на билбордима или у часописима. Уметница је увек паметно надгледала прилично широку дистрибуцију свог рада – торбе, разгледнице, мајице и тако даље – бришући границе између уметности и комерцијалности, али на тај начин настављајући да скреће пажњу на већа питања. Кригерин рад је увек у суштини покушавао да доведе у питање и оспори наше појмове идентитета и извора моћи са којима смо суочени. Касније у својој каријери, наставила да развија ове теоријске концепте у свом концептуалнијем раду, за који Кригерова каже...никада нисам мислила да могу бити уметник у смислу 'света уметности'. (...) али мој посао дизајнера се прилично брзо претворио у мој рад као уметника.

### Каснији радови
Током 1990-их, Кригерина  уметност је еволуирала, а њен метод колажа постепено је заменила дигитална технологија са електронски изграђеним инсталацијама, али и даље заснована на њеним суштинским политичким слоганима. Стварајући у доба сталне дигитализације и културних промена, Кригерова је постала  опчињена ријалити телевизијским емисијама и скоро постала зависна од вести, које су је инспирисала да уведе и истражи појам сумње у своју уметност, реагујући на сложене мреже моћи које дефинишу друштвене односе.
У наредним деценијама, Кригерова је почео да ствара окружења која ће посматрача потопити језиком, повремено кроз звучне видео пројекције и звук, или, 
као у Хиршхорн музеју, кроз винилне инсталације које покривају читав простор слоганима и питањима. Њене велике инсталације специфичне за локацију постављене су широм света, нпр. у Музеју уметности округа Лос Анђелес, у Schirn Kunsthalle у Франкфурту, или у Стеделијк музеју у Амстердаму.
У ранимгодина 21. века, у оквиру изложбе Сцхирн Кунстхалле Куповина: век уметности и потрошачке културе, Кругерова је прекрио фасаду робне куће у Франкфурту на којој је на немачком писало: Желиш то. Ти то купи. Заборављаш. 
Почевши од 1990. године, уметница је креирала и започела свој јавни уметнички пројекат Untitled (Питања или питалице), постављајући питалице широм Лос Анђелеса, који је наставила у  едицији Frieze L.A за 2020. годину. Ун њему је уметница представила серију од 20 питања са циљем да изазове грађански дискурс приказан на цивилним обележјима, уличним транспарентима и јавним просторима широм града, укључујући поруке као што су:
- Шта мислиш ко си ти?
- Ко умире први?
- Ко се последњи смеје?

Данас се Барбара Кригер сматра једном од најутицајнијих и најуспешнијих уметница нашег времена, која ради у различитим дисциплинама и користи моћ речи да изазове основу свих друштвених, политичких и културних конструкција.

## Награде и признања
Уметница је 2005. године награђена Златним лавом за животно дело на 51. Венецијанском бијеналу, где је облепила италијански павиљон порукама, међу којима и „Признајте да ништа не кривите свакога“. Кригерине поруке су имале за циљ да скрену пажњу на актуелна дешавања и критикују структуре моћи уз увођење егзистенцијалних рефлексија.

## Филмови и видео
- "The Globe Shrinks". 2010
- "Pleasure, Pain, Desire, Disgust". 1997
- "Twelve". 2004
- Bulls on Parade видео клип, Rage Against the Machine (1996)
- "Art in the Twenty-First Century". 2001
- "Cinefile: Reel Women". 1995
- "Picturing Barbara Kruger". 2015[16]